# Championnat du monde d'échecs 2021
Vainqueur
Précédent Suivant
Le Championnat du monde d'échecs 2021 s'est déroulé du 24 novembre au 10 décembre 2021 à Dubaï. Il opposait le norvégien Magnus Carlsen, champion du monde en titre, au russe Ian Nepomniachtchi, vainqueur du tournoi des candidats 2021. Magnus Carlsen l'a emporté sur le score de 7,5 à 3,5 points (4 victoires, 7 nulles), remportant son cinquième titre de champion du monde consécutif.
Ce championnat du monde, organisé par la Fédération internationale des échecs (FIDE) sous sa forme actuelle depuis 2006, s'est disputé au meilleur des quatorze parties, contre douze lors des éditions précédentes. La victoire de Magnus Carlsen lors de la 11e partie a mis fin au match, le norvégien ne pouvant plus être rejoint par son adversaire.
Le championnat du monde devait initialement se dérouler au second semestre 2020 mais avait dû être reporté à cause de la pandémie de Covid-19, et au retard pris dans l'organisation du tournoi des candidats à Iekaterinbourg, après que la Russie ait décidé de fermer ses frontières. Le tournoi des candidats n'avait pu reprendre qu'un an plus tard, en avril 2021.

## Tournoi des candidats (2020-2021)

### Sélection des candidats
Selon le règlement de la FIDE, organisatrice du championnat du monde d'échecs, le challenger du champion en titre Magnus Carlsen est le vainqueur du tournoi des candidats. Celui-ci rassemble 8 joueurs qui sont  :
| Joueur                 | Fédération | Voie de qualification |
| ---------------------- | ---------- | --- |
| Fabiano Caruana        | États-Unis | Finaliste du championnat du monde d'échecs 2018 |
| Ding Liren             | Chine      | Finaliste de la Coupe du monde d'échecs 2019 |
| Aleksandr Grichtchouk  | Russie     | Vainqueur du Grand Prix FIDE 2019 |
| Ian Nepomniachtchi     | Russie     | Deuxième du Grand Prix FIDE 2019 |
| Wang Hao               | Chine      | Vainqueur de l'Open de l'île de Man 2019 (FIDE Grand Swiss) |
| Anish Giri             | Pays-Bas   | Meilleure moyenne des classements Elo mensuels de février 2019 à janvier 2020, parmi les joueurs non déjà qualifiés |
| Kirill Alekseïenko     | Russie     | Wild card des organisateurs russes sélectionnés parmi les premiers joueurs non qualifiés via une des voies précédentes |
| Maxime Vachier-Lagrave | France     | Remplaçant de Teimour Radjabov (Vainqueur de la Coupe du monde d'échecs 2019) qui a refusé de venir jouer à cause de la pandémie de Covid-19. (Vachier-Lagrave est sélectionné sur la base des classements Elo mensuels de février 2019 à janvier 2020). |

### Règlement
Le tournoi des candidats est un tournoi à deux tours entre huit joueurs (14 rondes). Tous les joueurs se rencontrent deux fois, en alternant les couleurs, blancs et noirs. Les cadences suivent une partie normale : 100 min pour les 40 premiers coups, 50 min pour les 20 coups suivants et 15 min pour le reste de la partie. Dès le premier coup, 30 s sont rajoutées à chaque mouvement.
Chaque victoire vaut un point, une nulle un demi-point, aucun pour une défaite, le score étant le principal critère pour déterminer le classement. S'il y a égalité pour les points, d'autres critères successifs de classement s'appliquent, d'abord le résultat entre les joueurs étant à égalité, puis le nombre total de victoires qui prévaut, puis une comparaison des joueurs selon le système Sonneborn-Berger. Si l'égalité perdure, des parties rapides et blitz de départage sont jouées.
Le vainqueur du tournoi est sélectionné comme challenger face à Magnus Carlsen.

### Organisation du tournoi des candidats

#### Site du tournoi
Les parties sont disputées à l'hôtel Hyatt Regency à Ekaterinbourg, ville russe située au pied de l'Oural.

#### Calendrier du tournoi des candidats
Initialement prévu du 16 mars au 5 avril 2020, le tournoi est interrompu après le premier tour (sept rondes) par la Fédération internationale le 26 mars et le deuxième tour est reporté, du fait de la fermeture du trafic aérien décidée par le gouvernement russe pour endiguer la pandémie de Covid-19. Une poursuite du tournoi aurait empêché les joueurs de quitter la Russie au terme prévu de celui-ci. Le deuxième tour du tournoi des candidats se déroule finalement du 19 avril (8e ronde) au 27 avril 2021 (14e ronde).

### Contexte

#### Favoris du tournoi
Deux joueurs apparaissent comme favoris avant le début du tournoi : l'Américain Fabiano Caruana, qui avait remporté l'édition précédente, sans parvenir à vaincre Carlsen lors du match de championnat du monde, et le Chinois Ding Liren, troisième joueur mondial au classement Elo.

#### La pandémie de Covid-19
Au début, malgré la pandémie de Covid-19, la Fédération internationale décide de maintenir le tournoi, en appliquant des normes sanitaires supplémentaires pour assurer le bon déroulement du tournoi : les spectateurs ne sont pas autorisés, les poignées de main en début et fin de partie ne sont pas obligatoires, et une équipe médicale est présente sur place. Teimour Radjabov, expliquant être inquiet face au risque pandémique, décide de se retirer du tournoi, laissant sa place à Maxime Vachier-Lagrave. Après la cinquième ronde, Aleksandr Grichtchouk indique « n'avoir plus envie de jouer, au vu de la situation ».
Finalement, le tournoi est interrompu le 26 mars 2020 après la première moitié (premier tour). Le 30 mars, Radjabov fait machine arrière, réclamant sa réintégration dans le tournoi des Candidats. Il estime que si le report de la seconde moitié du tournoi permet à celui-ci de se dérouler dans des conditions normales, ses motivations à abandonner devenant caduques, il serait juste qu'il puisse reprendre sa place dans le tournoi, et envisage un recours en justice contre la FIDE. Sa démarche est infructueuse, mais il se voit attribuer, en compensation, une qualification d'office au prochain Tournoi des Candidats en 2022.
Encore en course pour la qualification avec 3,5 points sur 7 possibles avant l'interruption, le Chinois Wang Hao s'effondre lors de la deuxième moitié du tournoi durant laquelle il ne récolte qu'1,5 point, en perdant ses trois dernières parties, et termine en dernière position. Peu de temps avant la reprise du tournoi, il s'oppose au choix de la FIDE de continuer l'événement en Russie et les échanges publics entre Wang et son président Arkadi Dvorkovitch sont manifestement tendus. Visiblement peu concerné par la fin de son tournoi, il confirme les inquiétudes à son sujet lors de l'interview d'après-partie de sa dernière ronde contre Maxime Vachier-Lagrave, en annonçant sa retraite de joueur professionnel d'échecs. Il invoque pour expliquer son choix des raisons de santé et précise avoir pris sa décision dès sa partie contre Aleksandr Grichtchouk, lors de la dixième ronde.

### Table finale des résultats
| Place | Joueur                 | Points | G | N  | P |    | NEP | MVL | GIR | CAR | DIN | GRI | ALE | WAN |
| ----- | ---------------------- | ------ | - | -- | - | -- | --- | --- | --- | --- | --- | --- | --- | --- |
| 1     | Ian Nepomniachtchi     | 8,5    | 5 | 7  | 2 |    | ½0  | ½1  | ½   | 10  | ½   | 1½  | 1   |     |
| 2     | Maxime Vachier-Lagrave | 8      | 4 | 8  | 2 | 1½ |     | ½   | ½0  | 1½  | ½0  | 1½  | 1½  |     |
| 3     | Anish Giri             | 7,5    | 4 | 7  | 3 | 0½ | ½   |     | ½1  | 1½  | ½0  | 01  | 1½  |     |
| 4     | Fabiano Caruana        | 7,5    | 3 | 9  | 2 | ½  | 1½  | 0½  |     | ½0  | ½   | 1½  | ½1  |     |
| 5     | Ding Liren             | 7      | 4 | 6  | 4 | 10 | ½0  | ½0  | 1½  |     | 1½  | ½1  | 0½  |     |
| 6     | Aleksandr Grichtchouk  | 7      | 2 | 10 | 2 | ½  | 1½  | 1½  | ½   | ½0  |     | ½0  | ½   |     |
| 7     | Kirill Alekseïenko     | 5,5    | 2 | 7  | 5 | ½0 | ½0  | 01  | ½0  | 0½  | 1½  |     | ½   |     |
| 8     | Wang Hao               | 5      | 1 | 8  | 5 | 0  | ½0  | ½0  | 0½  | ½1  | ½   | ½   |     |     |

Règles de classement :
 
1/ Plus grand nombre de points, 2/ En cas d'égalité, score particulier entre les joueurs à égalité, 3/ Nombre total de victoires, 4/ Système Sonneborn-Berger, 5/ Tie-break entre joueurs à égalité pour la première place

## Le championnat du monde entre Carlsen et Nepomniachtchi (2021)

### Organisation
En janvier 2021, la Fédération internationale annonce que le championnat du monde aura lieu à Dubaï du 24 novembre au 16 décembre 2021 dans le cadre de l'Exposition universelle de 2020 avec un prix de deux millions d'euros. Le match se déroule en quatorze parties pour la première fois depuis 2004.
Dans le cadre des sanctions de l'Agence mondiale antidopage visant la Russie, il a été décidé que le challenger Ian Nepomniachtchi jouerait avec un drapeau neutre, celui de la Fédération internationale des échecs.

### Règlement du match
Le match se déroule sur quatorze parties — deux parties de plus que les précédentes éditions — à la cadence de 120 minutes pour les 40 premiers coups, suivis de 60 minutes pour les 20 coups suivants, puis de 15 minutes pour le reste de la partie, avec un incrément de 30 secondes par coup à partir du 61e coup. Les joueurs n'ont pas le droit de proposer le partage du point avant le 40e coup des Noirs. Le joueur qui marque 7,5 points ou plus sera déclaré champion du monde de la Fédération internationale des échecs (FIDE).
Les départages seront composés de quatre parties rapides de 25 minutes + 10 secondes par coup, puis, s'il y a toujours égalité, deux parties en blitz à la cadence de 5 minutes + 3 secondes par coup, éventuellement suivies de séries de deux parties en blitz supplémentaires dans la limite de dix parties en blitz. Si après ces cinq matchs (dix parties), l'égalité persiste, on recourra à une partie « mort subite », aussi appelée Armageddon, pour départager les deux joueurs. Le meneur des pièces blanches aura cinq minutes ; celui des pièces noires seulement quatre minutes — avec un incrément de 2 secondes par coup à partir du 61e coup pour les deux joueurs — mais le joueur avec les pièces noires sera déclaré vainqueur en cas de match nul.

### Résultats des parties longues
| Partie | Date         | Carlsen | Nepomniachtchi | Ouverture (Code ECO)                                     | Nombre de coups | Score                   |
| ------ | ------------ | ------- | -------------- | -------------------------------------------------------- | --------------- | ----------------------- |
| 1      | 26 novembre  | ♚ ½     | ♔ ½            | Partie espagnole, variante anti-Marshall 8. h3 (C88)     | 45              | Égalité 0,5 – 0,5       |
| 2      | 27 novembre  | ♔ ½     | ♚ ½            | Partie catalane, variante ouverte, ligne classique (E05) | 58              | Égalité 1 – 1           |
| 3      | 28 novembre  | ♚ ½     | ♔ ½            | Partie espagnole, variante anti-Marshall 8. a4 (C88)     | 41              | Égalité 1,5 – 1,5       |
| 4      | 30 novembre  | ♔ ½     | ♚ ½            | Défense russe, variante classique (C42)                  | 33              | Égalité 2 – 2           |
| 5      | 1er décembre | ♚ ½     | ♔ ½            | Partie espagnole, variante anti-Marshall 8. a4 (C88)     | 43              | Égalité 2,5 – 2,5       |
| 6      | 3 décembre   | ♔ 1     | ♚ 0            | Partie du pion dame, variante pseudo-catalane (D02)      | 136             | Carlsen mène 3,5 - 2,5  |
| 7      | 4 décembre   | ♚ ½     | ♔ ½            | Partie espagnole, variante anti-Marshall 8. a4 (C88)     | 41              | Carlsen mène 4 - 3      |
| 8      | 5 décembre   | ♔ 1     | ♚ 0            | Défense russe, attaque moderne (C43)                     | 46              | Carlsen mène 5 - 3      |
| 9      | 7 décembre   | ♚ 1     | ♔ 0            | Ouverture anglaise, 1. c4 e6 (A13)                       | 39              | Carlsen mène 6 - 3      |
| 10     | 8 décembre   | ♔ ½     | ♚ ½            | Défense russe, variante Karklins-Martinovsky (C42)       | 41              | Carlsen mène 6,5 - 3,5  |
| 11     | 10 décembre  | ♚ 1     | ♔ 0            | Partie italienne variante classique (C54)                | 49              | Carlsen gagne 7,5 - 3,5 |

### Secondants de Carlsen
Carlsen révèle, après sa victoire, dans une vidéo, ses secondants pour ce championnat du monde, soit, entre autres, le Français Laurent Fressinet, le Néerlandais Jorden van Foreest et le Russe Daniil Doubov.